# Чёрная птица (мини-сериал)
«Чёрная пти́ца» (англ. Black Bird) — американский мини-сериал Денниса Лихейна в жанре криминальной драмы, основанный на автобиографическом романе Джеймса Кина 2010 года под названием «Вместе с дьяволом: падший герой, серийный убийца и опасная сделка для искупления». Премьера сериала, состоящего из шести эпизодов, состоялась 8 июля 2022 года на стриминговой платформе Apple TV+. В фильме одну из последний ролей сыграл Рэй Лиотта, умерший незадолго до премьеры.

## Сюжет
Сюжет мини-сериала основан на реальных событиях. Главный герой, Джимми Кин, осуждённый на десять лет тюрьмы, получает предложение от ФБР — если ему удастся получить признание от Ларри Холла, подозреваемого в серийных убийствах, Джимми выйдет на свободу.

## В ролях
- Тэрон Эджертон — Джеймс «Джимми» Кин, осужденный за торговлю наркотиками и хранение оружия
- Пол Уолтер Хаузер — Ларри Холл, серийный убийца и насильник
- Грег Киннир — Брайан Миллер, полицейский детектив
- Сепиде Моафи — Лорен Макколи, агент ФБР, контакт Джимми
- Рэй Лиотта — Джеймс «Большой Джим» Кин, отец Джимми
- Джейк Маклафлин — Гэри Холл, брат Ларри
- Роберт Уиздом — Эдмунд Бомонт, ФБР, начальник Макколи
- Тони Амендола — Винсент Джиганте, глава семьи Дженовезе

## Эпизоды
| № | Название                                        | Режиссёр          | Сценарий телепостановки        | Дата премьеры  |
| --- | ----------------------------------------------- | ----------------- | ------------------------------ | -------------- |
| 1 | «Пилотная серия» «Pilot»                        | Михаэль Р. Роскам | Деннис Лихейн                  | 8 июля 2022    |
| Джимми Кин — успешный молодой человек, давно вовлечённый в наркоторговлю. Однажды в его дом врывается ФБР и арестовывает его, обнаруживая в доме не только наркотики, но и незаконное оружие. Навещая Джимми, его отец, бывший полицейский, предлагает ему признать вину, тогда Джимми осудят на пять лет, а при хорошем поведении он выйдет через четыре года. Джимми после колебаний соглашается, однако на суде его внезапно осуждают на десять лет. Через семь месяцев он получает неожиданное предложение от ФБР: в тюрьме для особо опасных преступников находится Ларри Холл, предполагаемый убийца 14 девушек. Он осуждён по двум эпизодам, при этом найдено только одно тело, и скоро Холл может выйти их тюрьмы после апелляции. Если Джимми, который обладает незаурядными коммуникативным способностями, переведут в эту тюрьму и он сможет узнать от Холла местонахождение второго тела, Джимми освободят. Хотя Джимми сначала воспринимает это предложение без энтузиазма, после того, как мачеха сообщает ему, что у отца был инсульт и вряд ли он доживёт до освобождения сына, Джимми соглашается на сделку с ФБР. Параллельно показано расследование убийств девушек в начале 1990-х годов: подозреваемым становится странноватый и на вид безобидный реконструктор Ларри, который утверждает, что он иногда «видит сны» об убийстве девушек. |                                                 |                   |                                |                |
| 2 | «Реконструктор» «We Are Coming, Father Abraham» | Михаэль Р. Роскам | Деннис Лихейн                  | 8 июля 2022    |
| Под руководством Лорен, агента ФБР, Джимми начинает проходить подготовку к будущему общению с Ларри. Параллельно показано расследование, которое привело Ларри в тюрьму: детектив Миллер понимает, что Ларри скорее всего и есть убийца, и приглашает федерального агента, который проводит беседу с Ларри. Тот описывает совершённые им якобы во сне убийства, при этом детали, которые не были известны широкой публике, полностью совпадают с реальными убийствами. Ларри ставит подпись под признательными показаниями по двум убийствам, и его отправляют в тюрьму. Там он ведёт тихую жизнь, занимаясь уборкой и починкой разных приборов. Наконец, Джимми перевозят в ту же тюрьму, хотя уже на месте с ним случается срыв и он чуть было не отказывается от операции. Уже после отбоя, когда Ларри после работы возвращается в камеру, Джимми впервые видит его через решётку. При этом Лорен становится известно, что апелляция Ларри удовлетворена: он заявил, что показания были даны им под давлением полицейских. Это значит, что операцию надо провести быстро, максимум за месяц, о чём пока не знает Джимми. |                                                 |                   |                                |                |
| 3 | «Всё по зубам» «Hand to Mouth»                  | Михаэль Р. Роскам | Риккардо ДиЛорето, Шон К. Смит | 15 июля 2022   |
| Джимми знакомится с Ларри и вскоре начинает завоёвывать его доверие, однако у него в тюрьме начинаются другие проблемы. Отец приходит на свидание с Джимми, используя свой статус бывшего полицейского. Охранник намекает Джимми, что если о том, что его отец — полицейский, узнают заключённые, то Джимми не поздоровится. Позже охранник начинает шантажировать Джимми, вымогая у него 10 тысяч долларов. Параллельно Джимми знакомится с Винсентом Джиганте, пожилым боссом итальянской мафии. Тем временем Лорен встречается с детективом Миллером, и они начинают пересматривать дела об убийствах девушках в поисках возможных зацепок. Они обнаруживают, что Ларри однажды арестовывали из-за наличия косвенных улик, указывающих на его причастность к убийству. Он признался в убийстве, однако затем было установлено его безусловное алиби. Это заставляет Лорен усомниться: может быть всё-таки все убийства были совершены не Ларри, и он оговорил себя? Она навещает Джимми в тюрьме и делится своими сомнениями, но Джимми уверен, что Ларри — убийца. |                                                 |                   |                                |                |
| 4 | «Как-её-там» «WhatsHerName»                     | Джим Маккей       | Деннис Лихейн                  | 22 июля 2022   |
| Джимми начинает проводить с Ларри всё больше времени, и тот постепенно признаёт Джимми своим другом. В тюрьме происходит бунт заключённых, во время которого они крушат всё вокруг и убивают охранников. После бунта заключённых заставляют убирать за собой, и Ларри руководит уборкой. Во время уборки они с Джимми делятся воспоминаниями о детстве. Лучшим другом Джимми был его отец-полицейский, с которым они проводили много времени, в том числе играли в американский футбол. Когда его родители развелись, Джимми остался жить с матерью, новый муж которой избивал её. Отец Ларри работал на кладбище, и по ночам брал с собой Ларри, чтобы раскапывать могилы и забирать украшения и другие ценные предметы из гробов недавно похороненных. Ларри также неожиданно признаётся Джимми, что иногда использовал жидкость для запуска двигателя, чтобы прекратить сопротивление женщин, которые сопротивлялись ему. Брат Ларри на свидании сообщает, что к ним домой приходили полицейские и снова интересовались Ларри. |                                                 |                   |                                |                |
| 5 | «Где это было» «The Place I Lie»                | Джо Чаппелль      | Деннис Лихейн                  | 29 июля 2022   |
| Джимми продолжает вызывать Ларри на откровенность, и тот делится с ним всё более интимными подробностями своей жизни. Он рассказывает, как встретил в полях девочку Джессику на велосипеде, уговорил её сесть в свой фургон, и в итоге убил её, задушив ремнём. В это время Лорен и детектив Миллер объезжают те места, где когда-то Ларри обещал показать полицейским место, где он закопал труп Джессики, но в итоге так и не сделал этого. Они подозревают, что тело могло быть закопано на месте нынешней автозаправки, которая построена недавно. Им удаётся найти девушку, с которой несколько лет назад Ларри пытался заигрывать и подарил её велосипед: хотя они уверены, что это велосипед Джессики, начальник Лорен Бомонт говорит им, что для передачи дела в суд этих улик недостаточно. Между тем Джимми не может сделать из тюрьмы звонок отцу, а угрожавший ему охранник начинает распускать слухи о том, что Джимми — стукач. Тюремный психиатр, который знал о миссии Джимми, оказывается в отпуске, а новая психиатр считает, что Джимми плохо влияет на Ларри. |                                                 |                   |                                |                |
| 6 | «Ты обещал» «You Promised»                      | Джо Чаппелль      | Деннис Лихейн                  | 5 августа 2022 |
| Утром Ларри начинает говорить Джимми о том, что он выдумал историю, рассказанную накануне, на что Джимми отвечает, что он так и думал, потому что Ларри не похож на убийцу. Тогда Ларри приглашает Джимми в свою мастерскую в подвале, где показывает ему карту с нанесёнными на неё красными точками, а также 21 фигурку птиц, которые он вырезает из дерева и посылает брату на продажу. Поняв, что Ларри убил 21 девушку, Джимми срывается и сначала спрашивает, почему тот хотя бы анонимно не раскроет места их погребения, чтобы родители могли похоронить своих детей, а затем начинает угрожать Ларри, который в ответ набрасывается на него. Утром Джимми помещают в карцер, хотя он требует встречи с психиатром. На стене карцера он пытается изобразить карту Ларри. Ларри же отправляет карту и фигурки брату, но его полубезумный отец сжигает всё в железной бочке. Когда в тюрьму наконец приходит Лорен, Джимми сообщает ей о том, что видел, сожалея, что он так и не узнал места погребения девушек. Однако показаний Джимми хватает, чтобы отклонить апелляцию Ларри, который остаётся в тюрьме пожизненно без права на досрочное освобождение. Джимми же выпускают, и он начинает новую жизнь как успешный бизнесмен. |                                                 |                   |                                |                |

## Производство
Мини-сериал был анонсирован в январе 2021 года, тогда же на главные роли в нём были утверждены Тэрон Эджертон и Пол Уолтер Хаузер. В марте 2021 года к актёрскому составу присоединился Рэй Лиотта. Через месяц стало известно, что в проекте снимутся Грег Киннир и Сепиде Моафи.
Съёмки мини-сериала прошли с апреля по август 2021 года в Новом Орлеане (штат Луизиана).
Премьера мини-сериала, состоящего из шести эпизодов, состоялась 8 июля 2022 года на стриминговой платформе Apple TV+.

## Оценки критиков
На сайте-агрегаторе Rotten Tomatoes рейтинг телесериала составляет 98 % на основании 80 рецензий критиков со средней оценкой 8,3 из 10.
На сайте-агрегаторе Metacritic рейтинг мини-сериала составляет 80 баллов из 100 возможных на основании 29 рецензий критиков, что означает «в целом положительные отзывы».

## Награды и номинации
| Премия                         | Категория                                                       | Номинант               | Результат |
| ------------------------------ | --------------------------------------------------------------- | ---------------------- | --------- |
| «Эмми»                         | Лучшая мужская роль в мини-сериале или телефильме               | Тэрон Эджертон         | Номинация |
| «Эмми»                         | Лучшая мужская роль второго плана в мини-сериале или телефильме | Пол Уолтер Хаузер      | Победа    |
| «Эмми»                         | Лучшая мужская роль второго плана в мини-сериале или телефильме | Рэй Лиотта (посмертно) | Номинация |
| «Золотой глобус»               | Лучший мини-сериал или телефильм                                |                        | Номинация |
| «Золотой глобус»               | Лучшая мужская роль — мини-сериал или телефильм                 | Тэрон Эджертон         | Номинация |
| «Золотой глобус»               | Лучшая мужская роль второго плана — мини-сериал или телефильм   | Пол Уолтер Хаузер      | Победа    |
| «Выбор критиков»               | Лучшая мужская роль второго плана в мини-сериале или телефильме | Пол Уолтер Хаузер      | Победа    |
| «Выбор критиков»               | Лучшая мужская роль второго плана в мини-сериале или телефильме | Рэй Лиотта (посмертно) | Номинация |
| Премия Гильдии киноактёров США | Лучшая мужская роль в телефильме или мини-сериале               | Тэрон Эджертон         | Номинация |
| Премия Гильдии киноактёров США | Лучшая мужская роль в телефильме или мини-сериале               | Пол Уолтер Хаузер      | Номинация |